# Sláger slágerek – Sláger dívák
A Sláger slágerek – Sláger dívák című válogatáslemez 2005. december 13-án jelent meg, Magyarország legsikeresebb énekesnőinek slágereit tartalmazza.

## Számlista
| #   | Cím                                        | Hossz |
| --- | ------------------------------------------ | ----- |
| 1.  | El kell hogy engedj (km.: Auth Csilla)     | 3:40  |
| 2.  | Egy elfelejtett dal (km.: Cserháti Zsuzsa) | 4:17  |
| 3.  | Párizsi lány (km.: Csepregi Éva)           | 3:16  |
| 4.  | Hello (km.: Katona Klári)                  | 6:09  |
| 5.  | A város fölött (km.: Koncz Zsuzsa)         |       |
| 6.  | Régi nyár (km.: Venus)                     | 3:44  |
| 7.  | Nem a miénk az ég (km.: Keresztes Ildikó)  | 4:48  |
| 8.  | Kell egy jó barát (km.: Pa-Dö-Dö)          | 3:47  |
| 9.  | Lemegy a nap (km.: Orsi)                   | 3:55  |
| 10. | C'est la vie (km.: Szulák Andrea)          | 3:30  |
| 11. | Puszinyuszi (km.: Postássy Juli)           | 4:07  |
| 12. | Szebb holnap (km.: Unisex)                 | 3:49  |
| 13. | Táncolj még (km.: Szűcs Judith)            | 3:17  |

## Külső hivatkozások
- Sláger Slágerek - Slágerek Dívák a Zene.hu weboldalon